# Kaplica (województwo pomorskie)
Kaplica, historycznie Kapelowa Huta, dodatkowa nazwa w języku kaszubskim Kaplëca, (niem. Kapellenhütte) – wieś w Polsce, położona w województwie pomorskim, w powiecie kartuskim, w gminie Somonino, 1,8 km na południe od drogi krajowej nr 20 ze Stargardu do Gdyni.
| SIMC    | Nazwa        | Rodzaj    |
| ------- | ------------ | --------- |
| 0172497 | Chylowa Huta | część wsi |

W latach 1975–1998 wieś administracyjnie należała do województwa gdańskiego.
Powierzchnia wsi wynosi 600,7 ha

## Nazwa miejscowości
Wieś pierwszy raz wzmiankowana w czasach I Rzeczpospolitej w 1664 r. jako Kapelowa Hutta. Przeor kartuskiego zakonu zanotował osadę w formie Kapel, Niemcy pisali Kappelshütte lub Kapellenhütte. Kaszubi mówili Kapelowô Hëta, bądź skrótowo Kapelëta. W okresie międzywojennym, w roku 1928 w Diecezji Chełmińskiej pojawiła się nazwa Kaplica, która stała się urzędowa po 1945 r.
Nazwa jest prosta do objaśnienia. W pierwszym członie część dzierżawcza od nazwiska Kapel, w drugim część kulturowa huta - czyli miejsce wypalania pni i produkcji smoły, węgla drzewnego czy szkła. Nazwisko Kapel skojarzono z niemieckim rzeczownikiem Kapelle, znaczącym kaplica i ostatecznie to określenie stało się nazwą osady.

## Historia miejscowości
W pierwszej historycznej wzmiance z 1664 r. wieś została określona jako pustkowie w starostwie skarszewskim, zamieszkałe przez 2 gospodarzy. Osada powstała na miejscu wyrąbanych lasów, tak jak inne okoliczne 'huty': Chylowa Huta, Starkowa Huta, Egiertowa Huta. Wg świadectw historycznych była tu huta szkła, a w okolicznych osadach smolarnie wytwarzające smołę, węgiel drzewny i popiół.
Mieszkańcy wsi zobowiązani byli do szarwarków na rzecz utrzymania śluz młynów w Skarszewach na mocy przywileju wystawionego dla wsi w 1703 r. przez starostę skarszewskiego Jana Działyńskiego. Wykupili się od tego zobowiązania po blisko półtora wieku, w roku 1843. 
W roku 1772, po I rozbiorze Polski, włączona do Królestwa Prus.
W końcu XIX w. we wsi było 10 zagród gburskich i 6 zagrodników. Dzieci uczęszczały do szkoły w Połęczynie. Szkołę w Kaplicy wybudowano w 1900 r.
Na koniec 1892 miejscowość liczyła 198 mieszkańców, 164 Niemców ewangelików i 34 Kaszubów (20 katolików i 14 ewangelików).
Od 1920 r., na bazie postanowień wersalskich, w granicach Polski (z przerwą na lata II wojny światowej).
Po zakończeniu II wojny światowej w 1945 r. dominująca do tego czasu w miejscowości ludność niemiecka została wysiedlona, a jej miejsce zajęła w głównej mierze ludność kaszubska z okolicznych wsi.